# Eumenes latipes
Eumenes latipes är en stekelart. Eumenes latipes ingår i släktet krukmakargetingar, och familjen Eumenidae. Utöver nominatformen finns också underarten E. l. baicalensis.